# Shōya Shimae
Shōya Shimae (jap. 嶋江翔也 Shimae Shōya; ur. 17 października 1996) – japoński zapaśnik walczący w stylu wolnym. Brązowy medalista mistrzostw Azji w 2021. Wicemistrz Japonii w 2016 i 2020; trzeci w 2017 i 2019 roku.